# Latreilliidae
Die Latreilliidae (benannt nach Pierre André Latreille) sind eine Familie ursprünglicher Krabben (Brachyura).

## Merkmale
Auffälligste Merkmale der Latreilliidae sind die dreieckige Carapax mit einer schmalen vorderen Hälfte, die wie ein Hals aussieht und die dünnen langen Beine. Eine Linea homolica ist vorhanden. Der Augenstiel ist extrem lang, sein Basalglied ist deutlich länger als das Endglied. Eine Augenhöhle fehlt. Die Länge des letzten Schreitbeinpaares beträgt weniger als ein Drittel des vorletzten. Es wird, wie bei den meisten Homoloidea emporgehalten, um Algen, Weichkorallen oder Hydrozoen zu tragen. Bei Vertretern der Gattung Latreillia trägt das Ende allerdings keine Subchela, sondern ist meist eher federartig, so dass es unwahrscheinlich ist, dass damit zur Tarnung Materialien getragen werden.

## Lebensraum
Die Latreilliidae bewohnen den Schelf in Wassertiefen von 20 bis 800 m. Sie kommen im gemäßigten Nordwestpazifik, im zentralen Indopazifik, vor den Küsten Australasiens, im gemäßigten und tropischen Atlantik sowie an der südafrikanischen Küste vor.

## Systematik
Zur Familie gehören zwei rezente Gattungen:
- Eplumula Williams, 1982
- Latreillia Roux, 1830